# Медаль Астурии
Медаль Княжества Астурия (исп. Medalla del Principado de Asturias) — высшая гражданская награда Испании, присуждаемая автономным сообществом Астурия. Данную награду вручают за деятельность, направленную на развитие Княжества Астурия. Данное описание присутствует в Законе 4/1986 от 15 мая, регулирующем почести и отличия, опубликованном в Boletín Oficial del Principado de Asturias № 125 от 30 мая 1986 года. Это правило заменило положения о присуждении почестей и знаков отличия бывшего провинциального Совета Астурии от 29 октября 1970 г. Медаль имеет две категории: золотую и серебряную.
Медаль Астурии носит почётный характер и не предполагает под собой финансовое вознаграждение. Данная награда не может быть вручена президенту или депутатам Генеральной хунты княжества, членам Правительственного совета или любому другому высокопоставленному должностному лицу администрации Астурии, пока они занимает государственную должность. Человек может быть награждён посмертно, если со дня смерти кандидата прошло не более двух лет. Максимум две золотые и шесть серебряных медали могут быть вручены в год, не считая тех, которые вручаются из-за вежливости или взаимности властям Испании или других стран. Обязательно заранее готовится отчёт, в котором описаны причины выбора получателя награды. Медаль присуждается на основании соглашения, выданного Правительственным советом, и должна быть опубликована в Boletín Oficial. Её торжественно вручают во время празднования Дня Астурии (8 сентября), праздника Богоматери Ковадонги, покровительницы общины.
Награда состоит из круглой золотой или серебряной медали диаметром семь сантиметров и толщиной четыре миллиметра. На лицевой стороне рельефно выгравирован герб Астурии с надписью Principado de Asturias. Имя лауреата написано на обратной стороне.

## Получатели награды
- 1986: Филипп VI, принц Астурийский[3]
- 1987: баскская спасательная команда, оказавшая помощь пострадавшим на Пикос-де-Эуропа[3]
- 1990: Северо Очоа[3]
- 1991: Сабино Фернандес Кампо[3]
- 1995: Астурийская рота Тактической группы Галисии испанской армии[3]
- 1995: Франсиско Гранде Ковиан[3]
- 1998: Фонд принцессы Астурийской[3]
- 1999: Анхель Гонсалес Муньис[3]
- 2001: Карлос Бусоньо[3]
- 2002: Хуан Куэто[3]
- 2002: Рабочие табачной фабрики Cimadevilla[3]
- 2003: Эмилио Барбон Мартинес (посмертно)[3]
- 2004: Жертвы терактов в Мадриде[3]
- 2005: Грасиано Гарсия Гарсия[3]
- 2006: Фернандо Моран[3]
- 2008: Университет Овьедо[4]
- 2010: Хосе Мария Мартинес Качеро (посмертно)[3]
- 2011: Рафаэль Фернандес Альварес (посмертно)[3]
- 2011: Альберто Аза[3]
- 2012: Серхио Маркес Фернандес (посмертно)[5]
- 2014: Анхель Гарсия Родригес (исп.)[6]
- 2015: Корпорация Масаве[7]
- 2016: Хосе Мануэль Вакеро Тресгеррес[8]
- 2017: Пласидо Аранго Ариас[9]

2018: 
- Центры столетия Астурии[10]
- Первооткрыватели пещеры Тито Бустильо - Руперто Альварес Ромеро, Элоиза Фернандес Бустильо, Хесус Мануэль Фернандес Мальварес, Пилар Гонсалес Салас, Адольфо Инда Санхуан, Ампаро Искьердо Валлина, Мария Пиа Посада Миранда, Элиас Педро Рамос Кабреро, Фернилло Селестум (посмертно) и Фернандо Лопес Маркос (посмертно)[10]

2019: 
- Висенте Альварес Аресес (посмертно)[2]
- Центральная горноспасательная бригада[2]

2021: 
- Франциско Соса Вагнер
- Бернандо Фернандес
- Хуан Батиста Фернандес Фидальго
- Хуан Касеро Ламбас
- Игнасио де Отто (под именем "постовой")
- Франсиско Бастида
- Хуан Луис де ла Валлина Веларде (a título póstumo)
- Хосе Мануэль Риеско Моран

2022:
- Рауль Энтрерриос
- Карлос Лопес Отин
- Продовольственный банк (Астурия)
- Альфредо Мартинес Серрано
- Община монахинь монастыря Сан-Пелайо (Овьедо)
- Изаура Соуза Ордиалес